# 毛利裕二
毛利 裕二（もうり ゆうじ、1968年（昭和43年）8月24日 - ）は、日本の実業家、投資家。2011年、株式会社はてな取締役副社長に就任。事業戦略・マネタイズ戦略・セールス・マーケティング・新規事業構築などに関わる。2020年から非常勤取締役。

## 経歴
東京都渋谷区生まれ。慶応義塾大学 法学部法律学科卒業。
1996年3月に株式会社ユー・エス・エデュケーション・ネットワーク(現:株式会社アビタス)に入社
し1998年4月に取締役に就任する。
2000年
- 1月　株式会社キャリアアクセス 取締役 就任[1]。

2001年
- 11月　株式会社オプティマ 取締役 就任[1]。

2007年
- 4月　株式会社アイレップ 執行役員 就任[1][5][6]。
- 10月　株式会社あいけあ 取締役 就任[1]。

2010年
- 10月　株式会社はてな 取締役 ビジネス開発本部長 就任[1]。

2011年
- 2月　株式会社はてな 取締役副社長 就任[1]。

2020年
- 10月　株式会社はてな 社外取締役 就任[1][7]。

2022年
- 10月　株式会社フォトラクション 社外取締役 就任[1][8]。

2024年
- 5月　株式会社BENLY 社外取締役 就任[1][9][10]。

## 人物
- 自身を「スタートアップ大好き人間」と評し、有償・無償の両面でスタートアップ支援活動行っている[2]。
- 魅力を感じる事業、起業家は「人に見えないものを見る力」と「勝負へのこだわりがある」点と語る[2]。
- 投資をする時の決め手は「事業内容」と「社長の魅力」と語る[2]。
- 独自にコミュニティ、『日本起業家教育支援協会（JEEPS）』を立ち上げる[2][11]。
- それとは別にスタートアップ経営者メンタリングとして『毛利会』も立ち上げる[2]。